# Rio Bivolari
O Rio Bivolari é um rio da Romênia afluente do Rio Olt, localizado no distrito de Vâlcea.